# Balmain (Unternehmen)

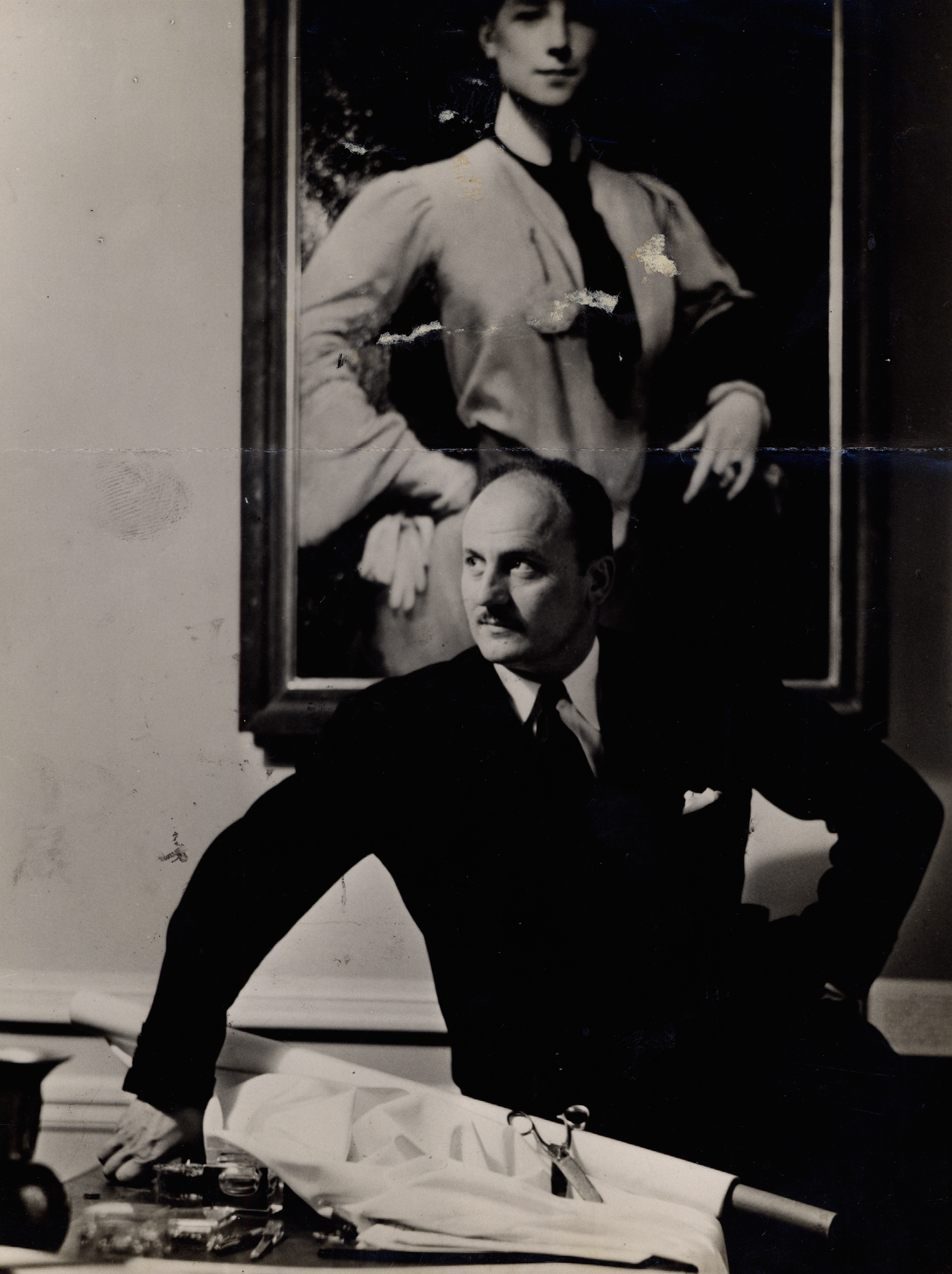
Pierre Balmain 1954

Pierre Balmain ist ein 1945 von dem französischen Couturier Pierre Balmain gegründetes Modeunternehmen mit Sitz in Paris. Besonders in den 1950er und 1960er Jahren zählte Balmain mit eleganter Haute Couture neben Dior und Jacques Fath international zu den führenden Modehäusern der New-Look-Ära. Seit 1947 bietet Balmain auch Parfüm, seit 1982 hochpreisige Prêt-à-porter Kollektionen für Damen, sowie seit 1986 (mit Unterbrechungen) auch für Herren an. 
Nach weniger erfolgreichen Jahrzehnten ab 1980 gilt Balmain seit 2006 wieder als weltweit trendsetzendes Modehaus im oberen Preissegment. 2019 wurde einmalig wieder Haute-Couture in einer Show präsentiert. 
Seit Juni 2016 gehört Balmain dem katarischen Investmentfonds Mayhoola for Investments.

## Unternehmensgeschichte

### Unternehmensgründung und Blütezeit

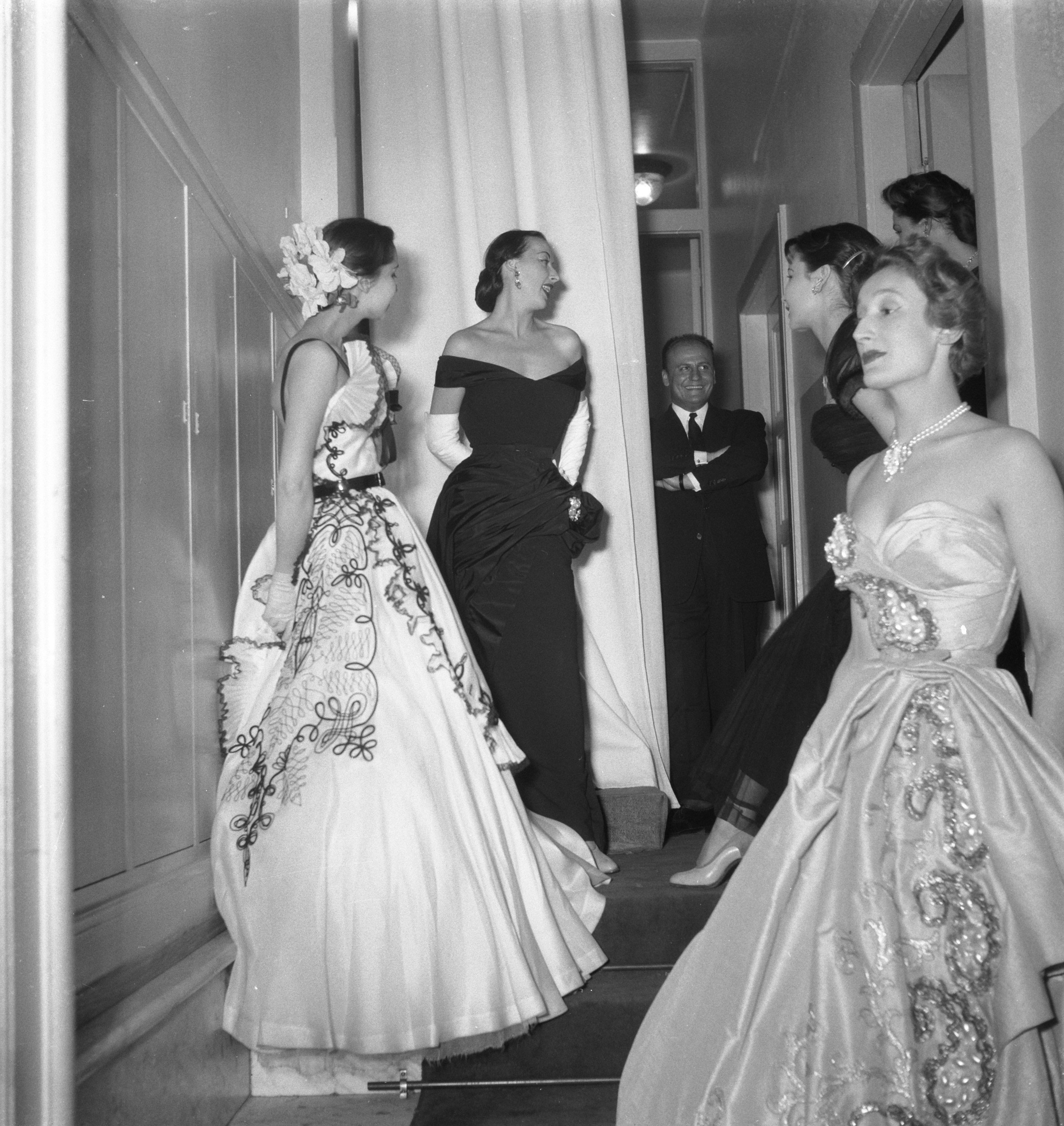
Mehrere Mannequins in Kleidern von Pierre Balmain auf einer Modenschau 1951

Nach einer Ausbildung bei Edward Molyneux und Lucien Lelong, wo Pierre Balmain Christian Dior kennenlernte, gründete er im Herbst 1945 die Marke Pierre Balmain und eröffnete sein eigenes Mode-Atelier für Haute Couture in der 44, Rue François-1er nahe der Avenue des Champs-Élysées in Paris. In den folgenden Jahren stand das Haus Balmain für raffinierte, oftmals mit aufwändig und dennoch dezenten Stickerei-Verzierungen versehene feminine Damenmode des gehobenen Segments.

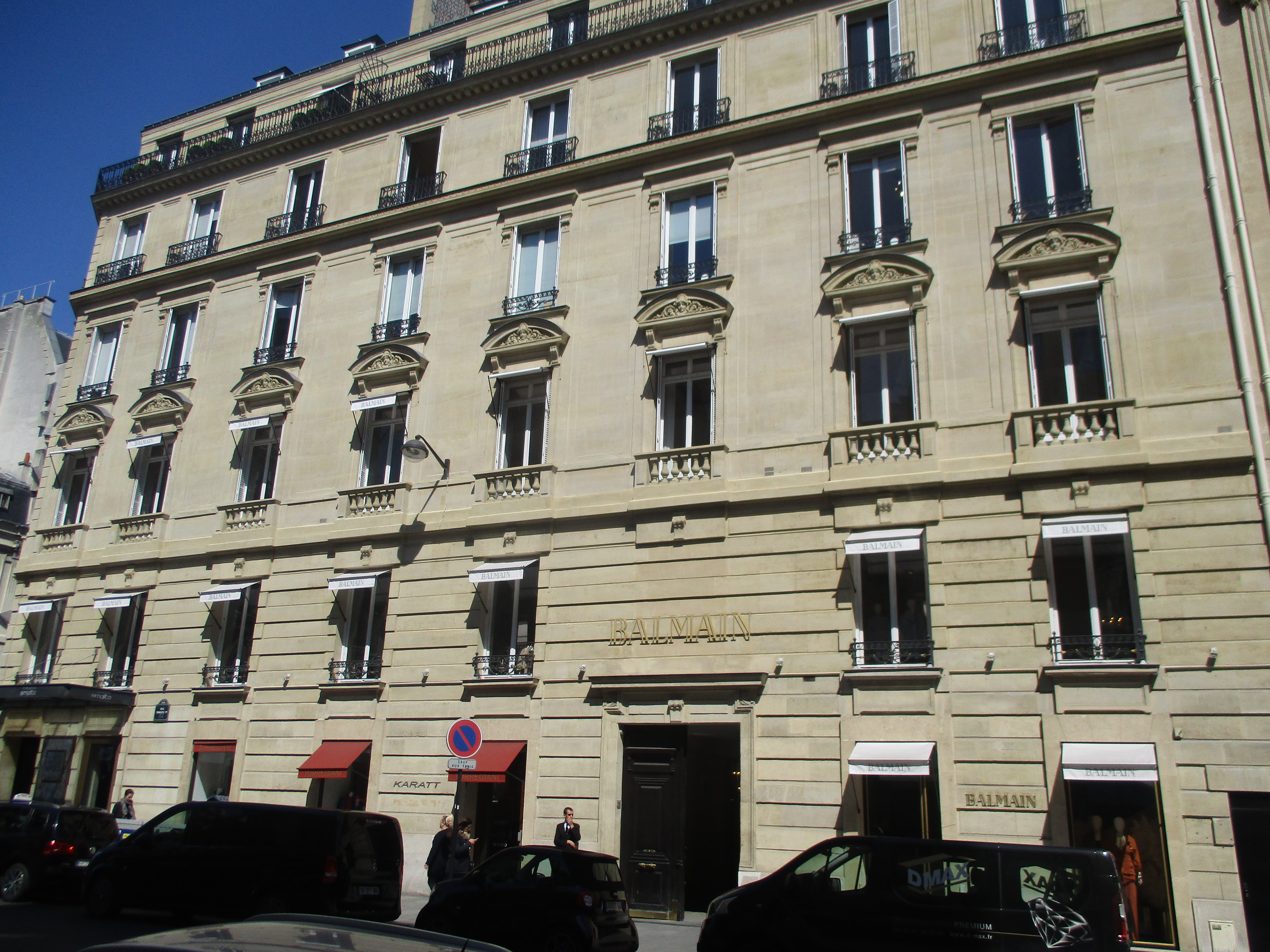
Die Maison Balmain an der 44 rue François-Ier im 8. Arrondissement von Paris, ehemaliges Hôtel particulier des Grafen Walewski

Typisch für Balmain-Mode waren in der Folge neben schlicht-eleganten und gleichzeitig imposanten Abendkleidern der Einsatz von Pelzverzierungen, Tweed-Ensembles sowie Stolen, Schals oder Volants als Accessoires. Zu den prominenten Kundinnen des Hauses Balmain gehörten in dieser Zeit Königin Sirikit, Alexandra von Griechenland, Wallis Simpson, Brigitte Bardot, Maria Callas, Hildegard Knef und Lilli Palmer. Noch heute werden mit Vintage-Modellen aus dieser Zeit, die beispielsweise von Penélope Cruz oder Kate Moss getragen werden, hohe Preise erzielt. 
1946 wurde das erste Damen-Parfüm aus dem Hause Balmain unter dem Namen Élysée 64-83 (64-83 war die Telefonnummer des Ateliers) lanciert. 1949 kam mit Eau de Verveine-citronelle (1964 in Monsieur Balmain umbenannt) der erste Herrenduft hinzu. Weitere Düfte, darunter Klassiker wie Jolie Madame (1953) oder Ivoire (1980) folgten. 1947 ging Pierre Balmain mit seinen Kreationen auf eine Welttour, die ihn unter anderem nach Australien führte. 
1960 verkaufte Balmain das lukrative Parfümgeschäft an den amerikanischen Kosmetikkonzern Revlon.
Ab Ende der 1960er Jahre verlor das Haus Balmain, das in Zeiten des gesellschaftlichen Umbruchs weiterhin mit eleganter und konservativer Damenmode in Verbindung gebracht wurde, allerdings zunehmend an Einfluss.
1965 stattete Balmain das fliegende Personal der TWA mit Uniformen aus und 1972 die Kabinenbesatzung der Singapore Airlines. 1985 wurde die französische Polizei mit Uniformen von Balmain ausgestattet, 1990 die französischen Streitkräfte und 1994 das Eurostar-Personal. Balmains Entwürfe waren zeitweise von Tutus und anderer Ballettmode beeinflusst.

### Amerika
1949 wurde der Jolie Madame-Laden in New York mit speziell für den amerikanischen Markt produzierter Konfektion eröffnet. Diese Kollektion präsentierte er unter dem Markennamen Jolie Madame. Sein großer Erfolg in den USA bestand darin, den französischen Chic in etwas größere Größen für amerikanische Frauen umzusetzen. 1954 öffnete ein Balmain-Geschäft in Venezuela. 

### Designer

In der Mitte die Balmain-Parfüms Vent Vert (1947), Jolie Madame (1953) und Miss Balmain (1967)

Im Laufe der Jahre arbeiteten zahlreiche Designer als Assistenten bei Balmain, darunter Gerard Pipart ab 1948, John Cavanagh von 1947 bis 1951 oder Karl Lagerfeld von 1955 bis 1958. Lagerfeld hatte an einem Modewettbewerb teilgenommen, für den Pierre Balmain in der Jury saß. Lagerfelds Entwurf eines Damen-Wollmantels ging bei Balmain in Serie und er selbst wurde als Designer angestellt.

### Wechselhafte Jahre
1977 verkaufte Pierre Balmain sein Unternehmen nach weniger erfolgreichen Jahren an den französischen Strickwarenhersteller Montagut, blieb aber als Chefdesigner im Konzern. Geschäftsführer und Mehrheitseigner wurde der Franzose und Montagut-Gründer Léo Gros (1921–2003). Nach Pierre Balmains Tod 1982 entwarf zunächst – gemäß Balmains Testament – sein Assistent und Lebenspartner, der Däne Erik Mortensen, die Haute Couture Kollektion des Hauses. 1982 wurde weltweit eine Prêt-à-porter-Linie für Damen eingeführt. Ab den 1980er Jahren musste sich das Haus Balmain verstärkt gegen Markenpiraten und deren Balmain-Fälschungen aus dem asiatischen Raum zur Wehr setzen.
Das Unternehmen Balmain wechselte in den 1980er und 1990er Jahren mehrmals den Besitzer. 1986 erwarb die kanadische Investmentgruppe Zanimob (Produits Parfums et Cosmetiques Universels) aus Montréal um den Geschäftsmann Erich Fayer mit zwei weiteren Investoren die Mehrheit an Balmain und kaufte auch das Parfümgeschäft von Revlon zurück. Ende der 1980er, Anfang der 1990er Jahre wurde das Image von Balmain unter Zanimob durch unzählige Lizenzvergaben in den unterschiedlichsten Produktsegmenten, unter anderem Uhren (an Swatch Group) und Champagner, verwässert und Balmain verlor den Ruf einer exklusiven Haute-Couture-Marke. 1989 kaufte der ehemalige LVMH-Chef Alain Chevalier das Unternehmen Balmain für 550 Mio. Francs, musste es jedoch 1991 aufgrund schlechter Umsätze und hoher Verluste an Zanimob zurückverkaufen.
Auf Erik Mortensen, der die Kollektionen in Pierre Balmains Stil fortgeführt hatte und das Unternehmen 1990 verließ, folgten als Chefdesigner der Haute Couture Sparte bei Balmain von 1990 bis 1993 der noch von Mortensen eingestellte Hervé Pierre Braillard sowie von 1993 bis 2002 der amerikanische Stardesigner Óscar de la Renta und zuletzt für eine Saison 2003 der Franzose Laurent Mercier. Unter de la Renta, der für einige Saisons auch die Konfektionskollektion verantwortete, erlebte das Haus dank seiner eleganten Entwürfen im Stil Pierre Balmains eine Renaissance. Auch die Chefdesigner der Prêt-à-porter-Mode von Balmain wechselten über die Jahre mehrmals: Peggy Huyn-Kinh (1980er Jahre), Alistair Blair (nur 1990), Hervé Pierre Braillard (1990–1993, auch Haute Couture), Óscar de la Renta (1993–1996, auch Haute Couture), Andrew Gn (1997–1998), Gilles Dufour – ehemaliger Chanel-Designer und Lagerfeld-Vertrauter – (1998–2000), Laurent Mercier (2001–2003, auch Haute Couture) und Christophe Lebourg (2003–2004). 1994 wurde unter dem Designer Bernard Sanz, zuvor für Yves Saint Laurent tätig gewesen, eine Herrenmode-Kollektion in Paris entworfen, nachdem es unter der kanadischen Führung bereits ab 1986 mit dem Designer Patrick Aubert Lizenz-Herrenmode unter dem Namen Balmain gegeben hatte. Die Balmain-Herrenmode wurde Ende der 1990er Jahre vorübergehend aufgegeben.
Von 1995 bis 2016 gehörte das Modehaus einer Investorengruppe um den Franzosen Jean Lecendreux, der seinen Landsmann Alain Hivelin (1943–2014) als PDG bei Balmain installierte. Im Juli 2003 und Januar 2004 nahm Balmain nicht an den Haute-Couture-Modenschauen in Paris teil. Im Mai 2004 musste das Unternehmen wegen drohender Insolvenz im Rahmen einer Reorganisation für zwei Jahre in den Schutz vor Gläubigern treten. Die letzte Haute-Couture-Show fand demnach 2002 statt; erst seit Januar 2019 präsentiert Balmain unter Olivier Rousteing wieder Haute Couture.

### Neubeginn ab 2006
Ab Februar 2006 zeigte das Haus Balmain nach turbulenten Zeiten und zweijähriger Abwesenheit von den Laufstegen wieder äußerst erfolgreiche Prêt-à-porter-Kollektionen, kreiert vom Ende 2005 eingestellten Christophe Decarnin. Markenzeichen der neuen Balmain-Damenmode waren sperrige Schulterpolster, goldene Reißverschlüsse, Strass-Applikationen, enge Schnitte, zerlöcherte Stoffe und Militär-Einflüsse. Balmain wandelte sich zum angesagten „It-Label“, der „Rockstar-Chic“ löste eine wahre „Balmania“ aus, die Verkaufspreise bewegten sich im obersten Segment und die Umsätze wuchsen jährlich um 50 %. Sogar Michael Jackson trug in dieser Zeit Balmain-Mode, wenngleich diese eigentlich für Damen bestimmt war. Für die Pariser Herrenschauen im Herbst 2008 wurde spekuliert, dass Balmain nach vielen Jahren wieder eine Herrenkollektion präsentieren würde. Decarnin zeigte seine erste Herrenkollektion für das Haus Balmain dann im Frühjahr 2009 in Paris für die Saison Herbst/Winter 2009–2010 mit schlanken Silhouetten, schwarzen Lederjacken, zerrissenen Jeans, ausgefransten Hemdkrägen und durchlöcherten T-Shirts. Seither wird die Herrenmode von Balmain zweimal jährlich angeboten.

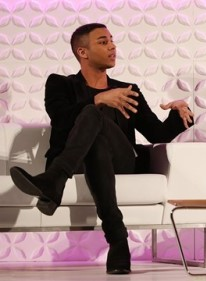
Olivier Rousteing, 2016

Decarnin verließ Balmain im Frühjahr 2011. Zu seinem Nachfolger wurde kurz darauf Olivier Rousteing bestimmt. Der junge Designer etablierte Balmain als eine der bekanntesten Modemarken in den Sozialen Medien und erweiterte die Produktlinie Balmains erfolgreich um Taschen, Sneakers und weitere Accessoires. Stars wie Beyoncé, Kim Kardashian und Michelle Obama trugen nun als „Balmain Army“ Rousteings Entwürfe. 2012 ernannte Hivelin seinen CFO Emmanuel Diemoz zum CEO von Balmain. Mitte 2011 wurde in Lizenz-Zusammenarbeit mit Ittierre für Frühjahr/Sommer 2012 die weniger preisintensive Zweitlinie Pierre Balmain (der Arbeitstitel Balmain Blue war verworfen worden) für Damen und Herren lanciert, für die ein italienisches Design-Team verantwortlich zeichnete. Die Lizenzvereinbarung mit Ittiere kündigte Balmain Ende 2013 und kümmerte sich fortan bis zu ihrer Einstellung 2017 selbst um die Zweitlinie.
Im November 2015 wurde von H&M in Zusammenarbeit mit Balmain eine von Rousteing entworfene und limitierte Kollektion für Damen und Herren in den weltweiten H&M-Filialen angeboten, die preislich unter den sonstigen Balmain-Verkaufspreisen angesiedelt war.
Alain Hivelin starb Anfang Dezember 2014. Seither war das Unternehmen Balmain zu 70 % im Besitz seiner Erben und zu 30 % im Besitz einiger Balmain-Manager. Im Juni 2016 kaufte der Investmentfonds Mayhoola for Investments aus Katar Balmain. Als Verkaufspreis wurde in der Presse die Summe von rund 485 Millionen Euro genannt. Im Frühjahr 2017 löste Massimo Piombini, zuvor bei Valentino, Diemoz als CEO ab. Ende 2018 präsentierte Balmain, ergänzend zum Firmennamen-Logo, ein neues Monogramm mit einem großen B, in welches ein P eingelassen ist. Im Februar 2020 übernahm Jean-Jacques Guével, zuvor CEO von Zadig & Voltaire, den CEO-Posten von Balmain.

## Balmain Hair
In Lizenz werden unter dem Namen Balmain seit 1974 auch Haarpflege-Kosmetik sowie Haarteile und -verlängerungen angeboten. Pierre Balmain hatte Anfang der 1970er Jahre, als Perücken als Accessoires in Mode waren, mit dem niederländischen Perückenmacher Dick Guliker die Lizenzsparte Balmain Perruques lanciert. Gulikers Unternehmen Euro Hair vertrieb Balmain-Produkte in Lizenz. In den 1980er und 1990er Jahren ging die Nachfrage nach den Produkten zurück. Unter dem Balmain-CEO Alain Hivelin wurde im Jahr 2000 die Haar-Sparte wiederbelebt und Euro Hair von den Guliker-Erben in Balmain Hair umbenannt. Bei den Balmain-Modenschauen wird Balmain Hair mit dem Styling der Models betraut. Das Unternehmen unterhält einen Flagshipstore namens L’Atelier Balmain Hair Couture in Paris.

## Balmain in der Populärkultur
Musikalisch wurde Balmain mit der Textzeile „Your clothes are all made by Balmain“ (dt.: ‚Deine Kleider sind alle von Balmain gemacht‘) in dem Lied Where do you go to my lovely? (1969) von Peter Sarstedt verewigt. Außerdem rappte Nicki Minaj „And when we done / I make him buy me Balmain“ (dt.: ‚Und wenn wir hier fertig sind, bringe ich ihn dazu, mir Balmain zu kaufen‘) in ihrem Song Anaconda (2014). Auch im Song Balmain Jeans (2014) des amerikanischen Künstlers Kid Cudi wird die Marke erwähnt. 2017 textete der Rapper Lil Pump in dem Lied Gucci Gang: „I can’t buy a bitch no wedding ring / Rather go and buy Balmains“. 2019 veröffentlichte der Rapper Lil Lano das Lied Balmain, in dem er singt: „Biker Distressed Denim Jeans, die Hose ist von Balmain“.